# Jan Romka
Jan z przydomkiem Romka herbu Sulima (zm. 19 listopada 1301) – biskup wrocławski od 1292 r. O jego pochodzeniu z rodu Sulimów wspomina Długosz. Należał do otoczenia biskupa Tomasza Zaremby. Po raz pierwszy w źródłach pojawia się w 1267 r. jako kapelan tegoż biskupa.
W początkach 1268 r. został kanonikiem wrocławskim. W tym też roku występuje w jednym z dokumentów z tytułem magistra, co wskazywałoby na wykształcenie uniwersyteckie Jana. Podczas wieloletniego sporu Tomasza Zaremby z księciem Henrykiem Prawym, toczonego na tle ekonomicznych uprawnień biskupa i ujawniającego przy okazji, według niektórych badaczy, podziały narodowościowe na Śląsku w tym okresie, konsekwentnie stał po stronie biskupa. Przebywał w jego otoczeniu podczas oblężenia Tomasza w Raciborzu w 1287 r. (wymieniony jest w liście żelaznym wydanym biskupowi przez księcia 13 kwietnia 1287). Oprócz prebendy kanonika wrocławskiego miał wówczas także dziekanię w kolegiacie głogowskiej (od marca tego roku). 
Po śmierci Tomasza Zaremby, Jan został wybrany 24 kwietnia 1292 r. przez kapitułę wrocławską biskupem i zatwierdzony przez papieża. Według Długosza, Jan był kandydatem polskiej części kapituły, przeciwko popieranemu przez Niemców księciu Konradowi Garbatemu. 

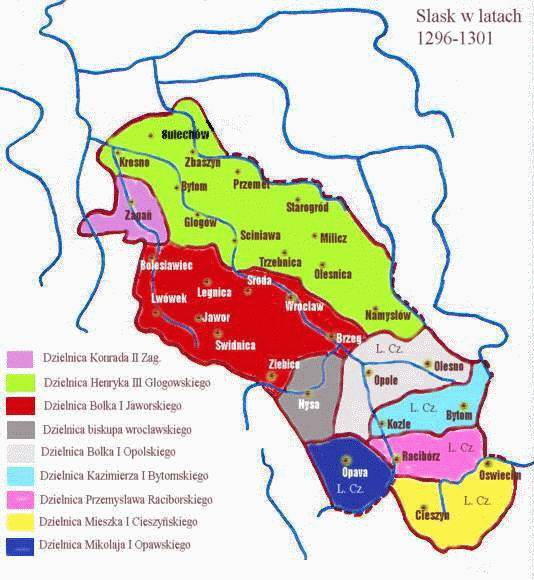
Księstwa dzielnicowe Śląska w czasach Jana Romki

Jan Romka kontynuował politykę biskupa Tomasza, starając się utrzymać i poszerzyć wpływy oraz przywileje ekonomiczne biskupów wrocławskich. Jego sytuacja była o tyle łatwiejsza, że po śmierci Henryka Prawego, który nie pozostawił żadnego potomka, książęta toczyli walkę o dziedzictwo po nim, a żaden z nich nie uzyskał znaczącej przewagi i nie mógł marzyć o potędze Probusa. Książę świdnicko-jaworski Bolko Surowy próbował podważyć uzyskany przez biskupa Tomasza II od Henryka Prawego w 1290 r. przywilej, dotyczący kasztelanii nysko-otmuchowskiej, czyniący biskupów wrocławskich niezależnymi panami tej ziemi. W tym celu Bolko zajął zamki kasztelanii. Ludzie księcia dokonali też napadu i rabunku orszaku biskupa Jana udającego się z Nysy do Trzebnicy. Odpowiedzią biskupa było obłożenie księcia klątwą, a jego władztwa interdyktem na synodzie diecezjalnym we Wrocławiu (1296). Uwikłanie Bolka w spór z Wacławem II ułatwiło działanie Janowi. Przy okazji negocjacji pokojowych prowadzonych między Bolkiem Srogim a Wacławem II, biskup wrocławski uzyskał, przy pośrednictwie biskupa krakowskiego Jana Muskaty, reprezentującego panującego w Krakowie Wacława, zrzeczenie się przez księcia świdnickiego pretensji do księstwa nyskiego (1297). 
Rosnący w potęgę biskup wrocławski włączył się w 1299 r. w konflikt pomiędzy Henrykiem Głogowczykiem a jego bratem Konradem Garbatym. Jan wystąpił w obronie swego byłego kontrkandydata do tronu biskupiego, któremu książę Henryk nie chciał zwrócić księstwa żagańskiego, zajętego po wyborze Konrada na patriarchę akwilejskiego. Niezatwierdzony przez papieża Bonifacego VIII Konrad powrócił na Śląsk, gdzie został uwięziony przez brata. Interwencja biskupa Jana, wsparta ekskomuniką Henryka i wasali książąt, spowodowała, że Głogowczyk uwolnił Konrada i zwrócił mu księstwo. Biskup uzyskał dodatkowo potwierdzenie wszystkich przywilejów biskupstwa wrocławskiego (24 kwietnia 1300). 
Biskup Jan współpracował z metropolitą gnieźnieńskim Jakubem Świnką. Długosz podaje nawet, że brał udział w koronacjach Przemysła II (1295) i Wacława II (1300) w Gnieźnie. Historycy ustalili na podstawie dokumentów, że to jednak wymysł kronikarza, mający prawdopodobnie potwierdzić ścisłe związki obu hierarchów. 
W administrowaniu diecezją, Jan troszczył się o kościoły w diecezji (m.in. kontynuowanie przebudowy katedry wrocławskiej), dbał o rozwój szkół parafialnych. Zwołał przynajmniej jeden synod diecezjalny (1296).